# Télécabine de la Mer-de-Glace (1988-2023)
Pour l’article homonyme, voir Télécabine de la Mer-de-Glace.
Ne doit pas être confondu avec Téléphérique de la Mer-de-Glace.
La télécabine de la Mer-de-Glace est une ancienne remontée mécanique de France située en Haute-Savoie, sur la commune de Chamonix-Mont-Blanc. Elle reliait le Montenvers à la Mer de Glace située en contrebas de 1988 à 2023.

## Géographie

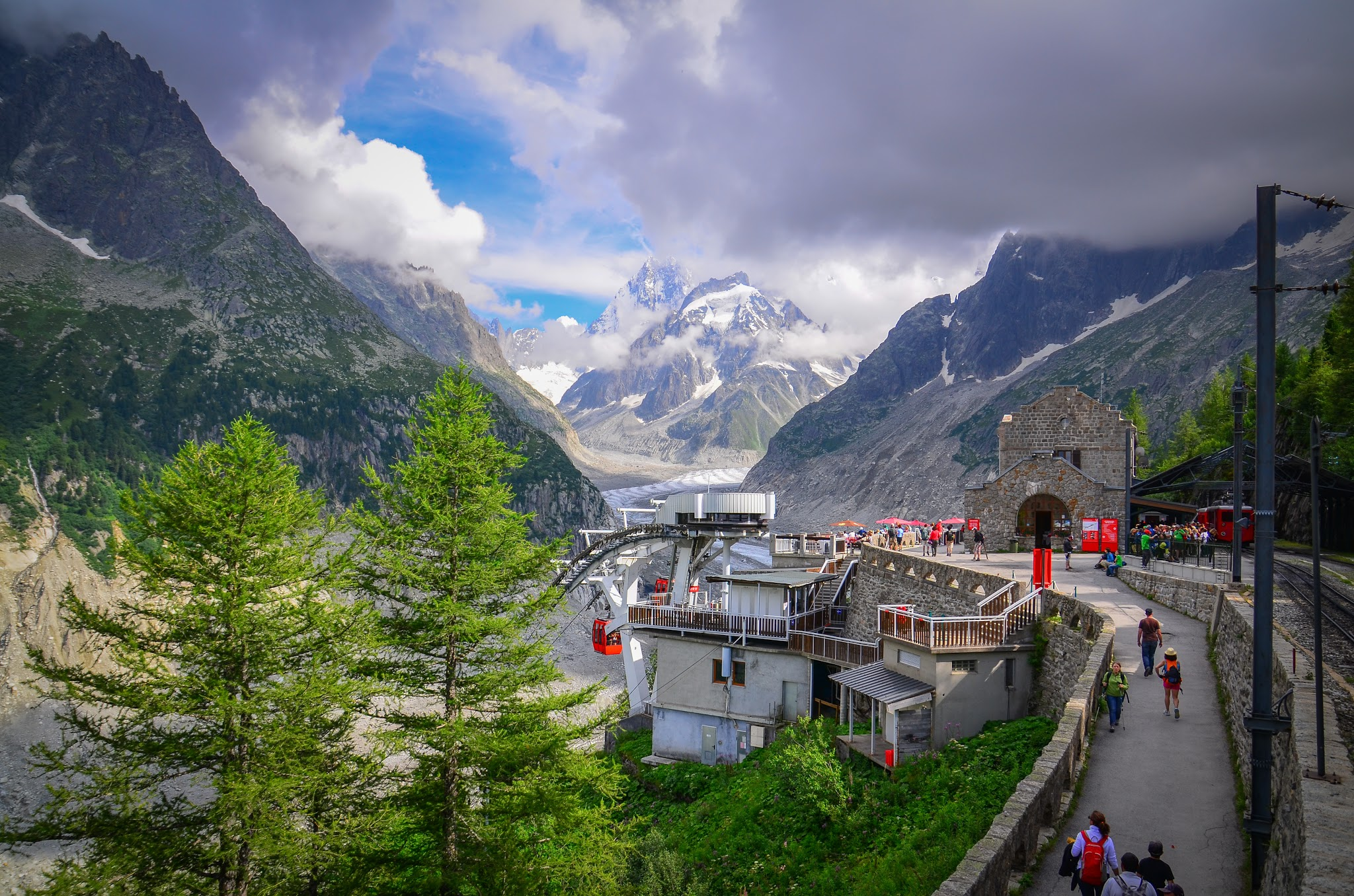
Vue en 2014 depuis les voies du train à crémaillère du Montenvers avec sur sa gauche la gare amont de la télécabine et en arrière-plan la Mer de Glace et les Grandes Jorasses.

La télécabine est située en Haute-Savoie, dans le massif du Mont-Blanc, sur le site du Montenvers implanté sur l'ubac des aiguilles de Chamonix, dominant le hameau des Bois de Chamonix-Mont-Blanc dont le chef-lieu se trouve au sud-ouest. Ce site touristique, point de vue privilégié pour son panorama sur notamment la Mer de Glace, les Drus et les Grandes Jorasses, est accessible par un chemin de fer à crémaillère au départ de Chamonix et emprunté par près d'un million de personnes par an, essentiellement durant la période estivale. L'offre touristique du site qui comprend boutiques, restaurants, hôtel ou encore musée est également complétée par une grotte de glace creusée chaque année par la même famille dans le glacier, à près de 300 mètres en contrebas du Montenvers. La télécabine permet ainsi de s'affranchir d'une partie du dénivelé qui peut être accompli à pied par un sentier de randonnée, des escaliers de près de 400 marches restant néanmoins incontournables pour atteindre le glacier.
Du fait de l'implantation des différents sites desservis par la remontée mécanique, celle-ci est préférentiellement empruntée en aller-retour depuis l'amont vers l'aval. La gare amont est édifiée en bordure de la terrasse la plus haute du Montenvers, à proximité immédiate de la gare terminus du chemin de fer à crémaillère, à 1 910 mètres d'altitude,. La gare aval est située à l'est-sud-est, à 1 764 mètres d'altitude soit 146 mètres plus bas,. Les huit cabines de 13 places chacune sont organisées en quatre trains de deux cabines.

## Histoire
Avec le développement touristique de la vallée de Chamonix à partir du début du XVIIIe siècle et surtout avec l'arrivée du train à crémaillère en 1909, le site du Montenvers connait une affluence croissante. Afin de faciliter l'accès des visiteurs à la Mer de Glace en leur épargnant un trajet à pied conséquent sur un sentier escarpé, l'idée d'une remontée mécanique s'impose rapidement après-guerre. Un téléphérique ouvre en 1961 entre la terrasse panoramique et un site en bordure du glacier au sud-sud-est. Rapidement dépassé par la fréquentation, son avenir est condamné quand la crue que connaissent les glaciers alpins dans les années 1980 fait craindre une menace directe sur la gare aval du téléphérique. Il est alors démonté et certains éléments réutilisés pour la construction de la télécabine dont la gare aval est implantée sensiblement à la même altitude mais plus au nord, ce qui la garde à distance de la glace qui s'écoule en aval ; la télécabine ouvre en juillet 1988.
Face au recul de la Mer de Glace depuis les années 1990 et surtout au cours du XXIe siècle, le nombre de marches entre la gare aval de la télécabine et la grotte de glace ne cesse de croitre, d'autant plus que la grotte doit être implantée de plus en plus en amont dans le glacier, là où son épaisseur est suffisante pour son creusement chaque année,. Ainsi, en décembre 2023, la télécabine est démontée après plus de trente ans de fonctionnement pour que les visiteurs puissent emprunter une nouvelle remontée mécanique implantée plus en amont, approximativement à l'emplacement du téléphérique de 1961, et ouverte en février 2024,,,.

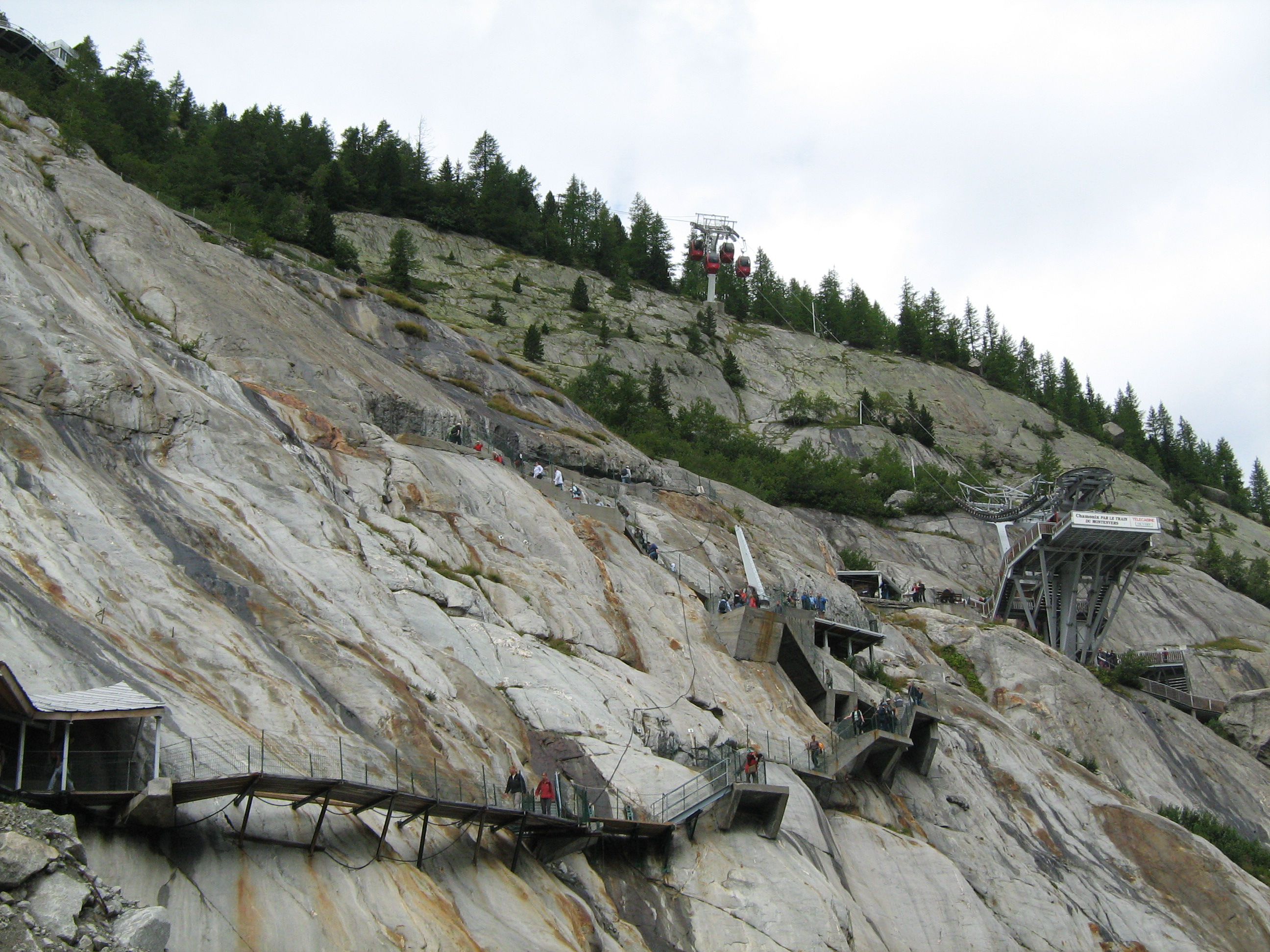
Vue en 2007 de la télécabine depuis les escaliers en contrebas de la gare d'arrivée.

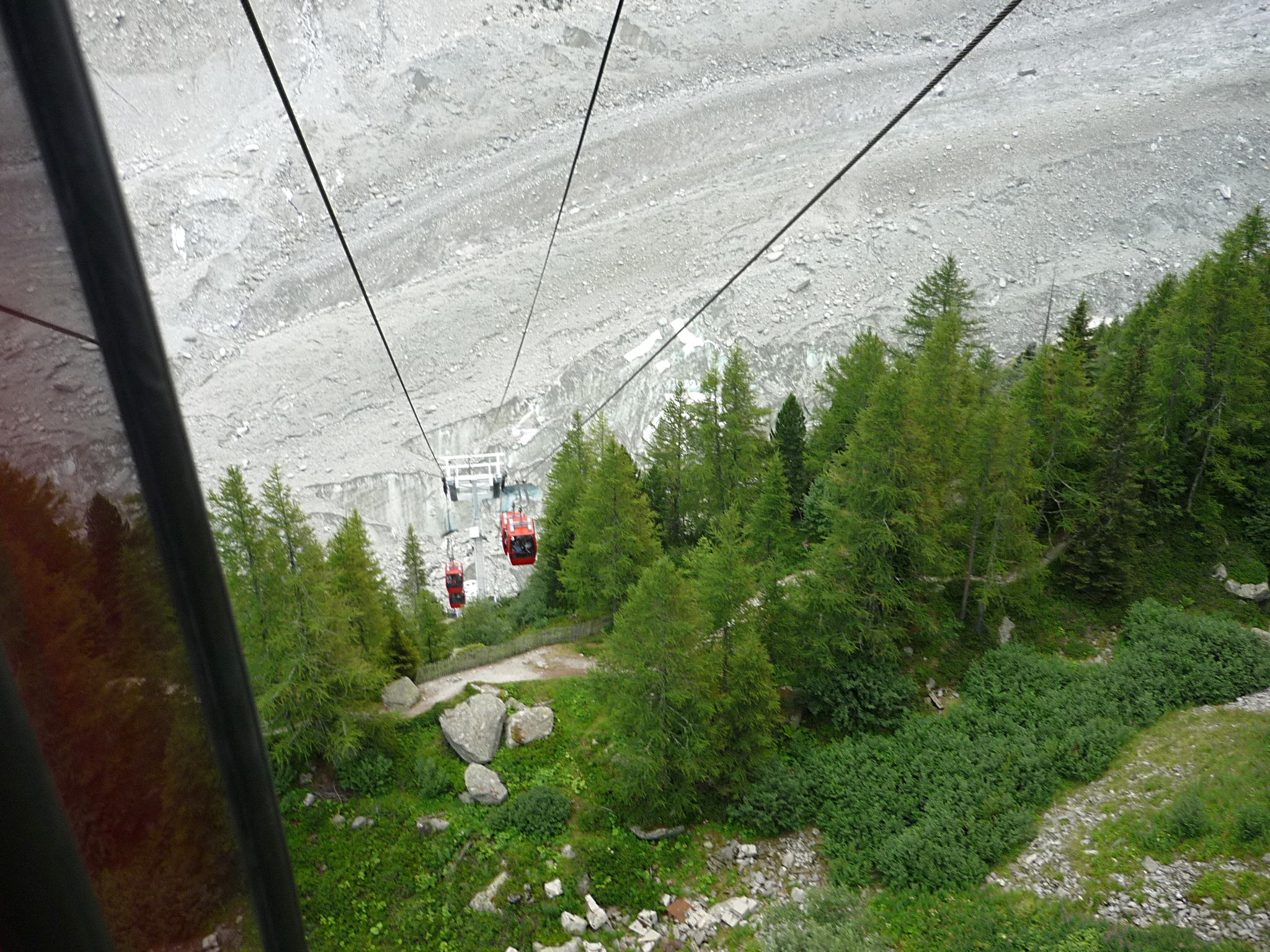
La Mer de Glace vue depuis l'une des cabines en 2010.